# Tilly Hütter
Ottilie „Tilly“ Hütter, geb. Sassor, (* 2. Oktober 1924 in Hamburg; † 6. August 1983 ebenda) war eine deutsche Schriftstellerin, Hörfunk-, Fernseh- und Bühnenautorin.

## Leben
Tilly Hütter war gelernte Buchhändlerin. In den 1950er-Jahren begann sie, umfangreich für den NDR-Hörfunk zu arbeiten. Neben Kurzgeschichten schrieb sie zahlreiche Bücher für die Schulfunkreihe Neues aus Waldhagen. Zeitweilig war Hütter auch für das Fernsehen tätig; hier zeichnete sie für einige Drehbücher der Serie Familie Schölermann verantwortlich.
1967 erschien Hütters Roman Die vollautomatische Ehe, mit Beginn der 1970er-Jahre entstanden zahlreiche Theaterstücke in hochdeutscher Sprache, von denen zwei – in plattdeutscher Übersetzung – ihre Uraufführung im Hamburger Ohnsorg-Theater erlebten: 1976 Müggensack sien Venus (Übersetzung: Günther Siegmund) und 1981 Mannslüüd sünd ok blots Minschen (Übersetzung: Konrad Hansen). Diese Stücke wurden auch im Fernsehen ausgestrahlt.
Tilly Hütter war mit einem Ingenieur verheiratet. Die gemeinsame Tochter Ursula hatte Agrarwissenschaft studiert und konnte ihrer Mutter häufig beratend zur Seite stehen, da viele Stücke Hütters im ländlichen Milieu angesiedelt waren. Sie verstarb erst 58-jährig in ihrer Geburtsstadt und wurde auf dem dortigen Friedhof Ohlsdorf beigesetzt. Die Grabstätte befindet sich im Planquadrat BL 61, nordwestlich von Kapelle 12.

## Veröffentlichungen

### Bücher
- 1967: Die vollautomatische Ehe, Verlag Goldmann, München

### Theaterstücke
(alle Stücke sind im Deutschen Theaterverlag, Weinheim/Bergstraße, erschienen)
- 1974: Vater darf’s nicht wissen, ISBN 978-3-7695-0513-9
- 1974: Moderne Eltern, ISBN 978-3-7695-0512-2
- 1974: Die Wahrheit ist kein Kinderspiel, ISBN 978-3-7695-0514-6
- 1975: Halb zehn, halb elf, halb zwölf, ISBN 978-3-7695-0521-4
- 1976: Post für Petra
- 1977: Ein harmonisches Haus, ISBN 978-3-7695-0554-2 (plattdeutsch: Müggensack sien Venus)
- 1979: Eine schöne Bescherung, ISBN 978-3-7695-0553-5
- 1980: Hier stimmt was nicht, ISBN 978-3-7695-0839-0
- 1980: Die gute Beziehung, ISBN 978-3-7695-0838-3
- 1980: Der Trick, ISBN 978-3-7695-0837-6
- 1981: Ein rettender Einfall, ISBN 978-3-7695-0565-8
- 1981: Männer sind auch bloß Menschen, ISBN 978-3-7695-0567-2

## Hörspiele
- 1983: Mannslüüd sünd ok blots Minschen. Heiteres Spiel – Bearbeitung (Wort): Konrad Hansen; Regie: Wolfgang Rostock – Mitwirkende: Hans Timmermann, Hilde Sicks, Gisela Schusdziarra, Frank Grupe, Ilse Seemann (Hörspielbearbeitung, Mundarthörspiel – RB/NDR)